# پارک یونگ-دائه
پارک یونگ-دائه (انگلیسی: Park Young-dae؛ زادهٔ ۹ ژوئن ۱۹۶۴) بازیکن هندبال اهل کره جنوبی بود.
از افتخارات وی میتوان به کسب مدال نقره در بازی‌های المپیک تابستانی ۱۹۸۸ اشاره کرد.